# 汉阴站
汉阴站，位于中华人民共和国陕西省安康市汉阴县，是阳安铁路上的火车站，建于1977年，由西安铁路局管辖。

## 車站周邊
- 中堰小学
- 十天高速公路
- 上好家假日酒店

## 歷史
- 建于1977年。